# 勇者行动
是2012年上映的一部美國戰爭片，由得獎軍事紀錄片導演米克·麥哥（Mike McCoy）和史葛·禾奧（Scott Waugh）執導，並由蘿絲琳·桑契斯、歷士達·沙雲奴和艾米里歐·李維拉等人主演。此片在拍攝過程中獲美軍全力支持，除了有多名現役海豹部隊上陣主演外，也在美國海軍核動力導彈潛艇、特訓基地等特殊的場地實地取景。為求逼真片中的許多作戰場景是由海豹部隊成員作為顧問協同規劃設計，並特別強調以真槍實彈進行拍攝來加強畫面與音效的逼真。

## 劇情
本片講述美國海軍海豹部隊支隊奉命前往哥斯達黎加營救一名被綁架的中央情報局特工，卻意外發現一名恐怖分子頭目正組織一項以人肉炸彈襲擊美國的可怕陰謀，企圖令美國全國陷入恐慌，引起全球經濟崩潰。該恐怖分子於烏克蘭購入殺傷力強大的炸彈背心，假若死士將背心穿在身上，即使最精良的儀器亦無法探測得到，如果被他們經墨西哥進入美國國境，後果堪虞。
生死只在一線，海豹部隊日以繼夜追蹤該批恐怖份子，要在他們發動襲擊前進行截擊，各隊員同時亦須在國家安全、隊員性命以至對家人的承諾之間，作出抉擇。

## 角色
- 亞力士·維多夫（Alex Veadov）：飾演Christo。
- 蘿絲琳·桑契斯（Roselyn Sánchez）：飾演Morales
- 歷士達·沙雲奴（Nestor Serrano）：飾演Walter Ross
- 艾米里歐·李維拉（Emilio Rivera）
- 添麥菲·吉布斯（Timothy Gibbs）：飾演J.C. Palmer

## 票房與獲獎
在美國上映首週末創下2,447萬美元票房紀錄，名列該週冠軍。
本片的主題與片尾曲，由澳洲鄉村音樂歌手齊斯·艾本（Keith Urban）所演唱的《For You》一曲，曾在2012年的第70屆金球獎獲得最佳原創歌曲（Best Original Song）獎項的提名。
| 上一届： 《狡兔計畫》 | 2012年美國週末票房冠軍 第8周 2月26日 | 下一届： 《老雷斯的故事》 |

## 外部連結
- 官方网站
- 互联网电影数据库（IMDb）上《勇者行动》的资料（英文）
- Box Office Mojo上《勇者行动》的資料（英文）
- 爛番茄上《勇者行动》的資料（英文）
- Metacritic上《勇者行动》的資料（英文）